# Валга (волость)
Ва́лга (эст. Valga vald) — волость в Эстонии в составе уезда Валгамаа. Образована в 2017 году. Административный центр — город Валга.

## География

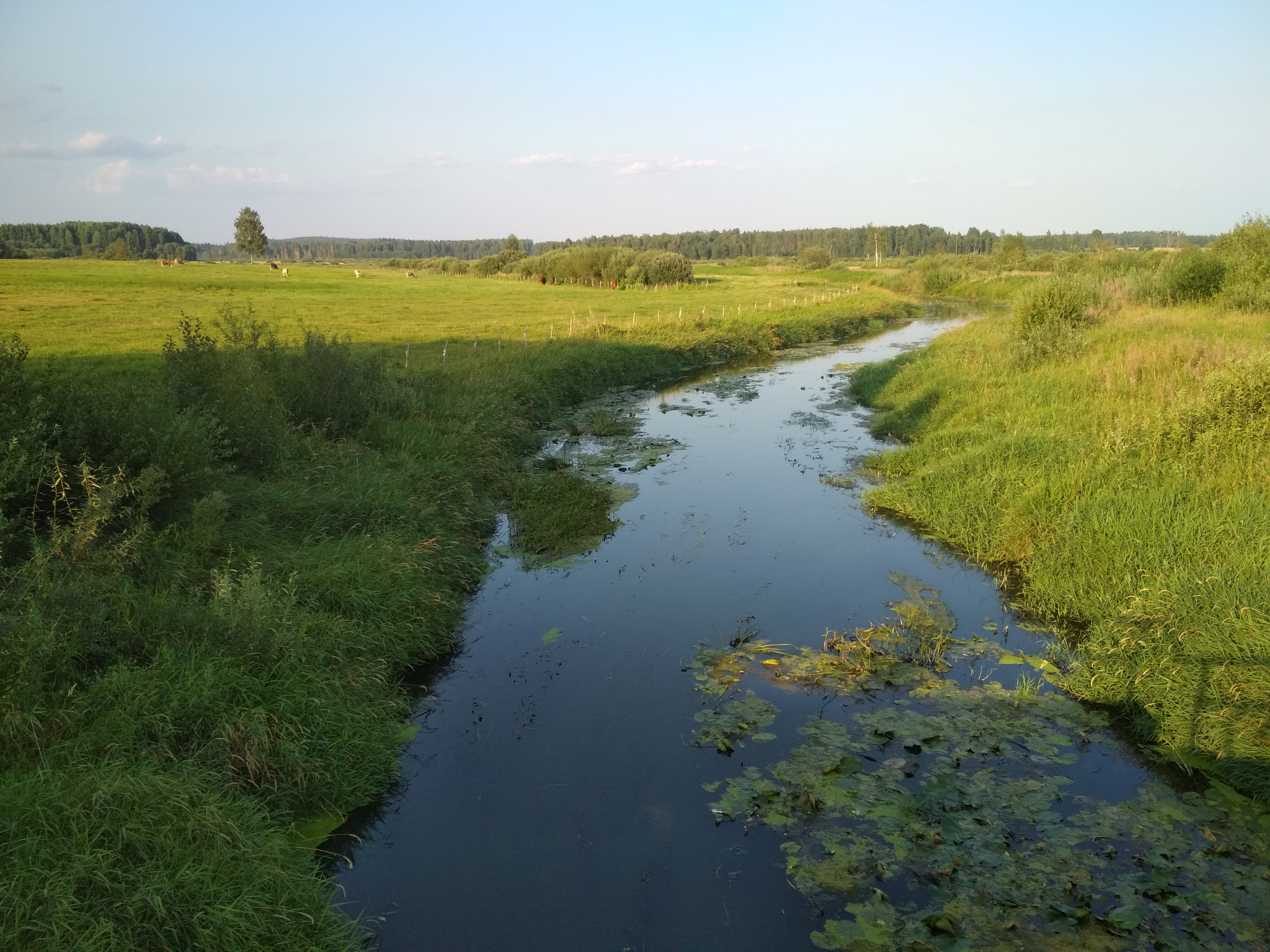
Река Педели возле деревни Паю

Расположена в южной части Эстонии, соседние волости: Отепя, Тырва, Антсла и Рыуге. Имеет протяжённую границу с Латвийской Республикой.  
Площадь волости — 745,25 км², плотность населения на 1 января 2024 года составила 21,1 чел/км².
Рельеф волости формируют возвышенности Сакала, Отепя и Карула, которые разделяют низменности Валга и Харгла. На территории волости расположена часть национального парка Карула и 16 областей природоохранной сети Натура 2000.
Через Валгу проходит железная дорога Таллин—Тарту—Рига, которая через Тапа соединяет город с автомагистралью Таллин—Нарва—Санкт-Петербург. Из города железная дорога идёт через Печоры до Пскова. Город пересекает автомагистраль Нарва—Валга—Рига.
Крупнейшие реки волости: Вяйке-Эмайыги, Педели, Аруйыги, Койва и Мустйыги. Самые большие озёра: Ахеру (234 га) и Эхиярв (181 га).
Полезные ископаемые на территории волости имеют местное значение, это песок, щебень и торф.
По данным Департамента статистики за 2017 год, 56,7 % площади волости занимает частная земля, 41,6 % — государственная земля и 1,6 % — муниципальная земля.

## История
Волость Валга была создана 22 октября 2017 года в результате административно-территориальной реформы путём слияния волостей Карула, Тахева, Тыллисте, Ыру и города Валга. Административный центр волости — город Валга, который одновременно является центром уезда Валгамаа.
Специфичностью волости является статус двойного города Валга–Валка и тесное приграничное сотрудничество между Эстонией и Латвией.
Историческое русское название волости Валга во времена Российской империи — Валкская волость.

## Символика
Герб: на зелёном щите из серебряного облака выступает серебряная рука в брони с золотыми деталями, которая держит серебряную саблю с золотой ручкой. На золотой кайме 5 зелёных хвойных растений.

Рука, держащая саблю, — это отсылка к польскому королю Стефану Баторию, давшему в 1584 году поселению Валга права города. Пять хвойных растений на кайме взяты из символики пяти объединившихся самоуправлений, они символизируют лесное хозяйство и охоту. Зелёный цвет символизирует жизненную силу, близость к природе, моложавость и плодородие. Серебряный цвет символизирует чистоту, надежду и просвещение; золотой цвет — символ спелых плодов, счастья и достоинства.
Флаг: на зелёном полотнище белая полоса, которая составляет 1/5 от ширины флага; в центре полотнища герб волости. Соотношение ширины и длины флага 7:11, нормальный размер 105×165 см.
     
За основу флага волости взят зелёно-бело-зелёный флаг города Валга, в центре которого размещён герб волости с золотой каймой. Он отражает исторический статус города Валга как центра Валкского уезда Лифляндской губернии и его современный статус волостного центра, к которому присоединились четыре волости.

## Населённые пункты
В составе волости 1 внутриволостной город, 3 посёлка и 48 деревень.

Город: Валга.

Посёлки: Лаатре, Тсиргулийна, Ыру.

Деревни: Валтина, Виласки, Вяльякюла, Вяхеру, Ийгасте, Каагъярве, Калликюла, Карула, Койва, Койккюла, Кивикюла, Киллинге, Кирбу, Кообассааре, Кориярве, Коркуна, Кяэрикмяэ, Лаанеметса, Лепа, Лонди, Лота, Лусти, Лутсу, Люллемяэ, Мустуметса, Мухква, Паю, Пиккъярве, Прийпалу, Пугритса, Раавитса, Рампе, Ребаземыйза, Рингисте, Сооблазе, Соору, Супа, Тагула, Тахева, Тину, Тсиргумяэ, Тырвасе, Тыллисте, Уникюла, Харгла, Ылату, Ырусте, Яаникесе.

## Демография по данным Регистра народонаселения
По данным Регистра народонаселения, который ведёт Министерство внутренних дел Эстонии, по состоянию на 1 января 2018 года 70,8 % жителей волости проживали в городе Валга.
Численность населения волости в период 2008—2020 годов имела тенденцию к снижению, в среднем на 1,1 % в год. Естественный прирост населения в волости за тот же период постоянно был отрицательным. За период 2008—2018 годов особенно заметно — почти на 35 % — снизилась численность в возрастной группе 15–24 года: 2701 жителей в 2008 году, 1783 жителей в 2018 году).
Согласно базовому сценарию, численность населения волости к 2040 году по сравнению с 2018 годом снизится на 14 %, и произойдёт его заметное старение.

## Данные Департамента статистики
Данные Департамента статистики Эстонии о волости Валга:

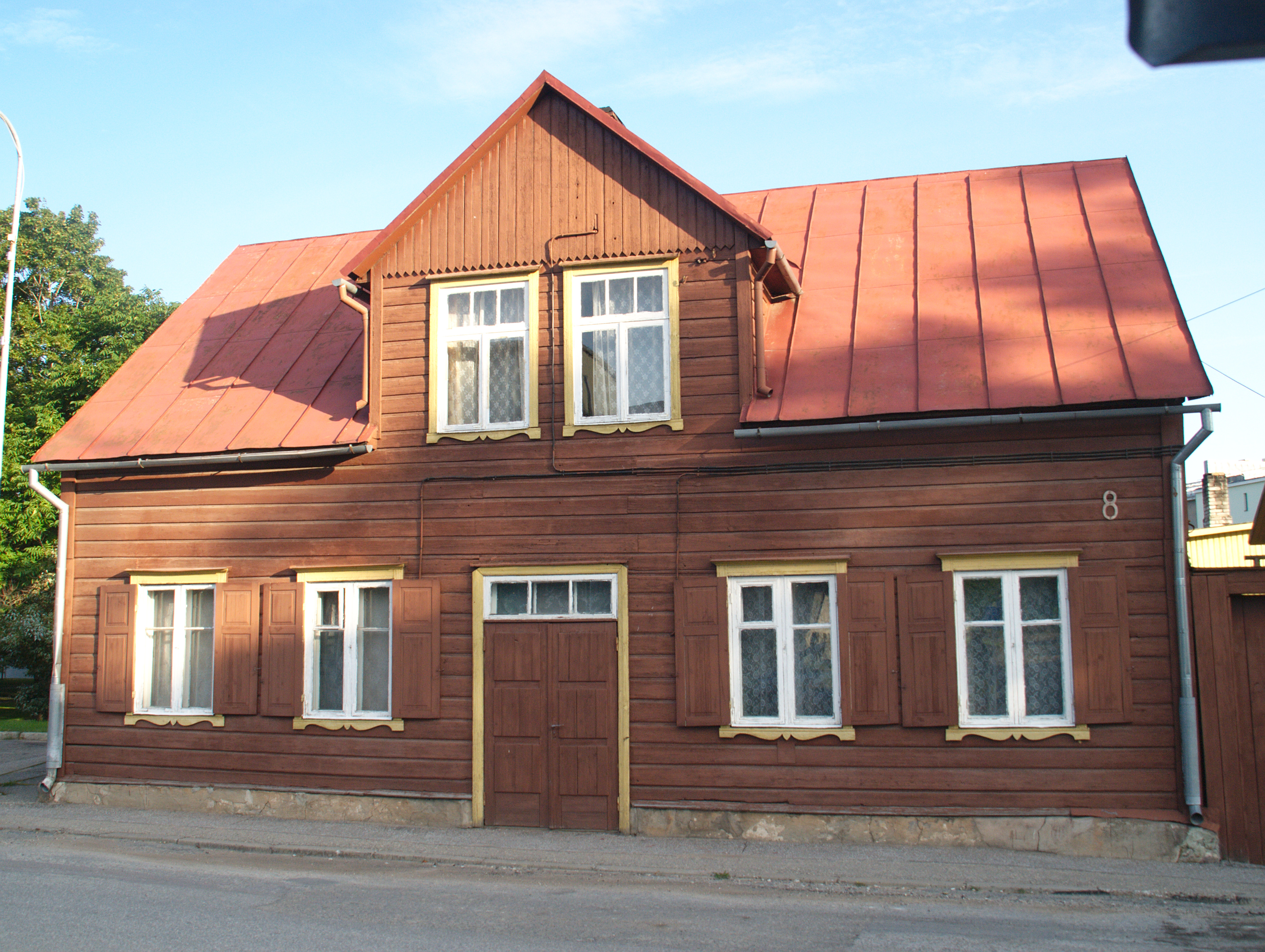
Жилой дом в городе Валга

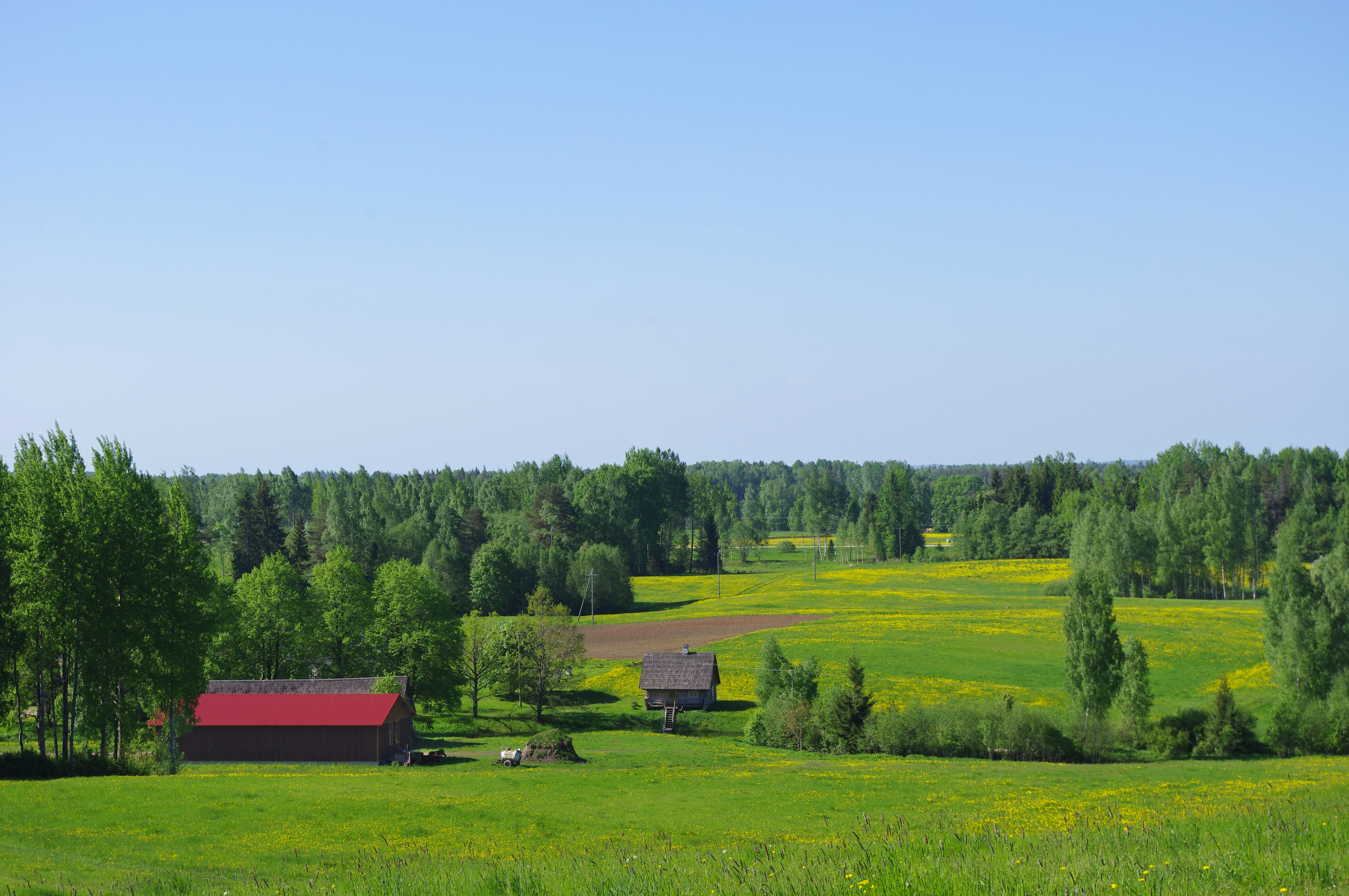
Деревня Лаанеметса

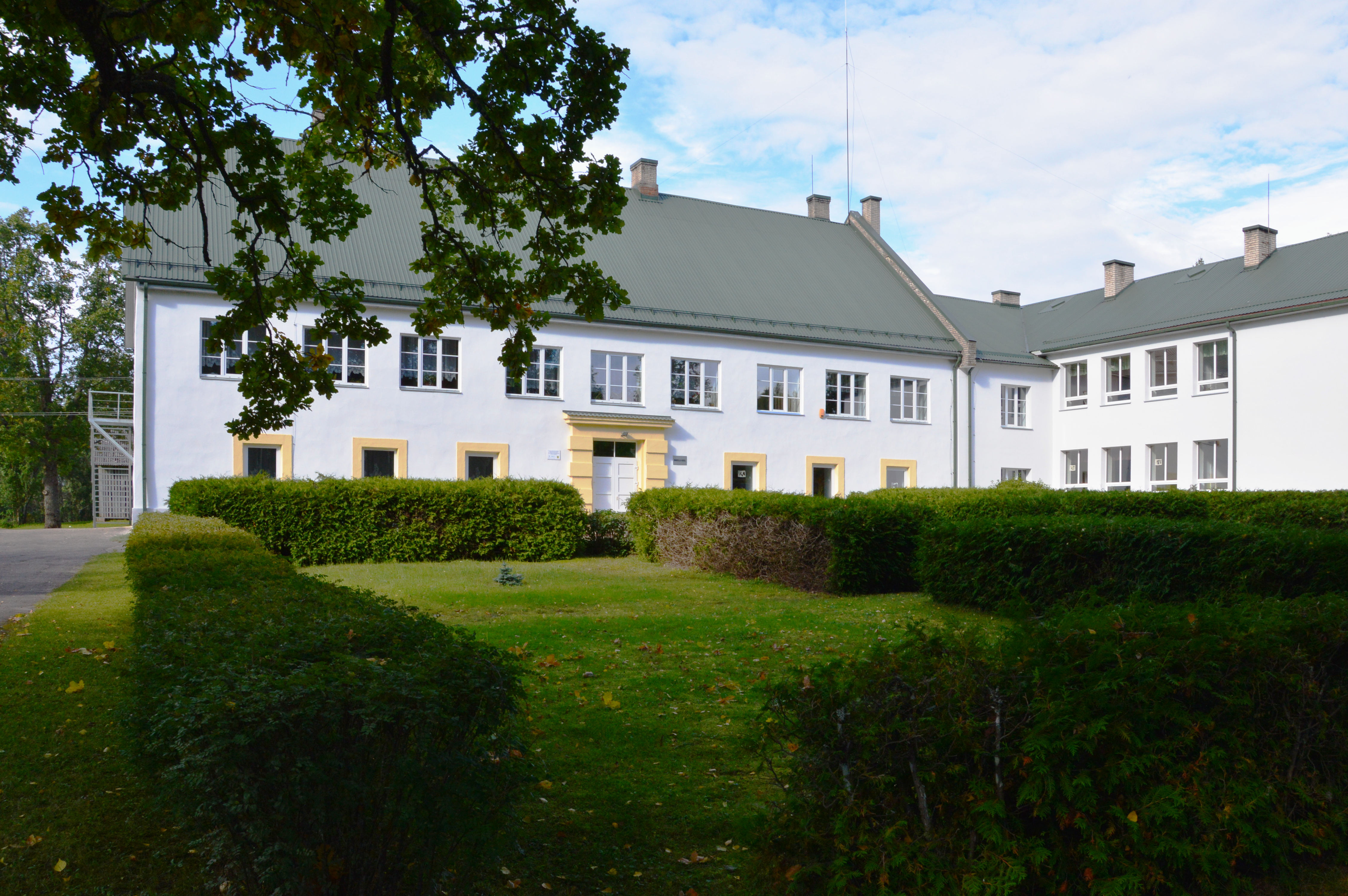
Школа в деревне Харгла

Число жителей на 1 января каждого года:
| Год  | 2016   | 2017     | 2018     | 2019     | 2020     | 2021     | 2022     | 2023     | 2024     |
| ---- | ------ | -------- | -------- | -------- | -------- | -------- | -------- | -------- | -------- |
| Чел. | 16 382 | ↘ 16 143 | ↘ 15 989 | ↘ 15 785 | ↘ 15 680 | ↘ 15 486 | ↗ 15 540 | ↗ 15 864 | ↗ 15 693 |

Число рождений (живорождённых):
| Год  | 2015 | 2016  | 2017  | 2018  | 2019  | 2020  | 2021  | 2022  | 2023 |
| ---- | ---- | ----- | ----- | ----- | ----- | ----- | ----- | ----- | ---- |
| Чел. | 144  | ↘ 129 | ↘ 116 | ↗ 143 | ↘ 115 | ↗ 144 | ↘ 105 | ↗ 110 | ↘ 99 |

Число умерших:
| Год  | 2015 | 2016  | 2017  | 2018  | 2019  | 2020  | 2021  | 2022  | 2023  |
| ---- | ---- | ----- | ----- | ----- | ----- | ----- | ----- | ----- | ----- |
| Чел. | 227  | ↗ 257 | ↘ 240 | ↗ 258 | ↘ 244 | ↘ 240 | ↗ 301 | ↘ 257 | ↘ 226 |

Сальдо миграции:
| Год  | 2016 | 2017 | 2018 | 2019 |
| ---- | ---- | ---- | ---- | ---- |
| Чел. | –118 | –6   | –93  | +20  |

Зарегистрированные безработные*:
| Год  | 2016 | 2017 | 2018 | 2019 | 2020 | 2021 | 2022 | 2023 |
| ---- | ---- | ---- | ---- | ---- | ---- | ---- | ---- | ---- |
| Чел. | 678  | 705  | 770  | 713  | 723  | 922  | 789  | 888  |

*2016—2019 годы — среднегодовое число, с 2020 года — на 1 января.
Средняя брутто-зарплата работника:
| Год  | 2016 | 2017  | 2018  | 2019   | 2020   | 2021   | 2022   |
| ---- | ---- | ----- | ----- | ------ | ------ | ------ | ------ |
| Евро | 873  | ↗ 923 | ↗ 983 | ↗ 1036 | ↗ 1081 | ↗ 1120 | ↗ 1223 |

В 2019 году волость Валга занимала 78 место по величине средней брутто-зарплаты среди 79 муниципалитетов Эстонии.
Число учеников в школах:
| Год  | 2015 | 2016   | 2017   | 2018   | 2019   | 2020   | 2021   | 2022   | 2023   | 2024   |
| ---- | ---- | ------ | ------ | ------ | ------ | ------ | ------ | ------ | ------ | ------ |
| Чел. | 1656 | ↘ 1632 | ↘ 1610 | ↘ 1594 | ↘ 1536 | ↘ 1535 | ↗ 1539 | ↗ 1590 | ↘ 1529 | ↘ 1443 |

Число детей в детских садах по данным официального эстонского  портала Hаridussilm:
| Учебный год | 2008/2009 | 2009/2010 | 2010/2011 | 2011/2012 | 2012/2013 | 2013/2014 | 2014/2015 | 2015/2016 | 2016/2017 | 2017/2018 |
| ----------- | --------- | --------- | --------- | --------- | --------- | --------- | --------- | --------- | --------- | --------- |
| Чел.        | 718       | ↗ 737     | ↘ 733     | ↗ 741     | ↘ 708     | ↘ 687     | ↗ 702     | ↘ 689     | ↘ 673     | ↘ 655     |

## Инфраструктура

### Образование
В волости работают 4 основные школы, одна средняя школа, одна начальная школа-детсад, одна гимназия, основная школа для детей с лёгкими умственными недостатками, заочная гимназия и Валгамааский центр профессионального обучения. Детских садов насчитывается 8, 3 из них — при школах.
Работает Валгаская музыкальная школа, где в 2017/2018 году можно было обучаться по 36 специальностям. Действует Молодёжный технический центр Валгамаа — школа по интересам для детей и молодёжи в возрасте 7–26 лет, интересующихся техникой. В Валгаском центре культуры и интересов в том же учебном году насчитывалось 28 учебных программ.

### Медицина и социальное обеспечение
Услуги медицинской помощи первого уровня, услуги врачей-специалистов и стационарное лечение предоставляет Валгаская больница. За пределами города пункты приёма семейных врачей есть в посёлках Тсиргулинна и Лаатре и в деревнях Харгла и Люллемяэ. 

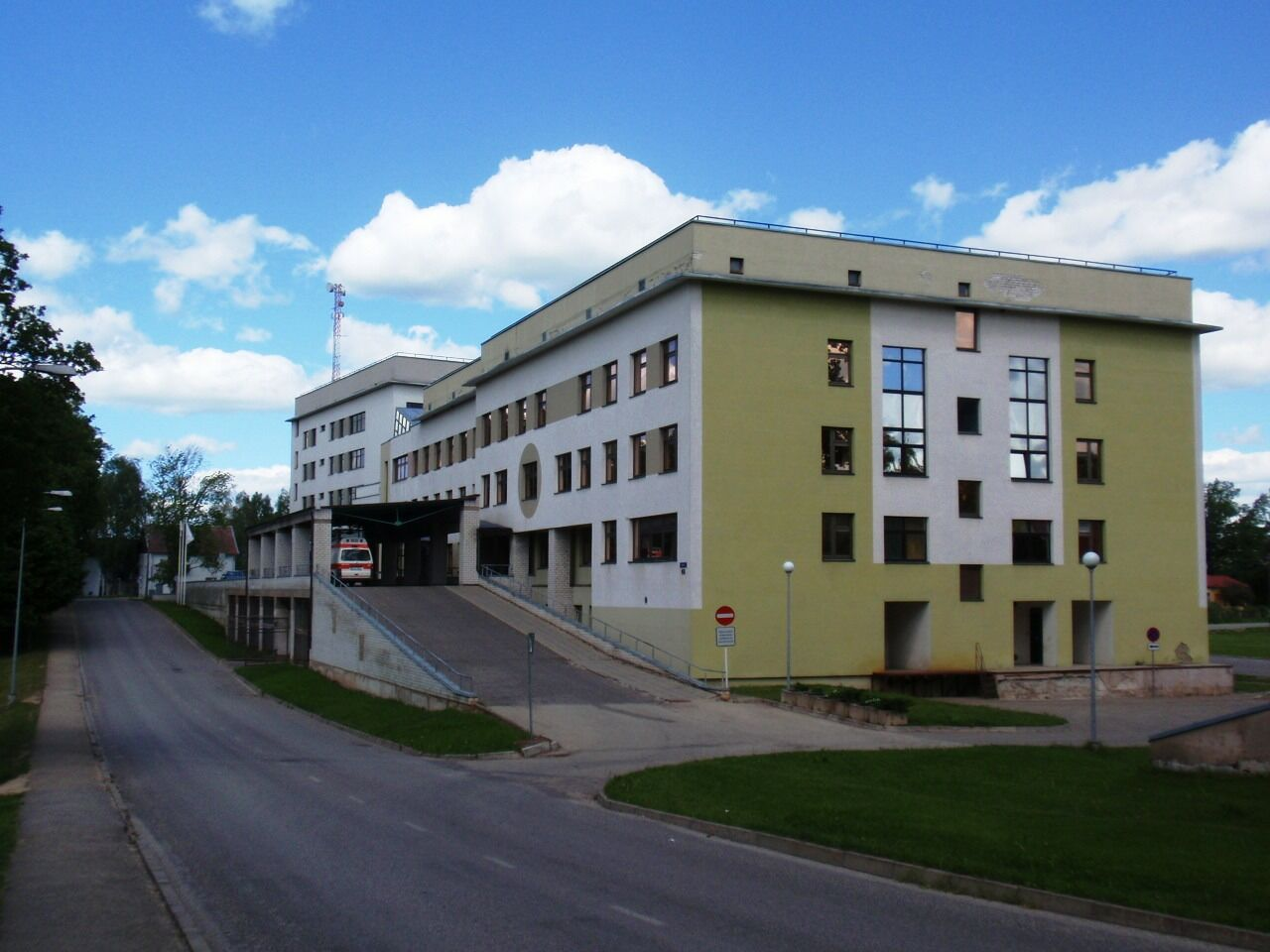
Валгаcкая больница

На территории волости работает 5 учреждений, оказывающих услуги по уходу для взрослых: санаторий «Тахева» в деревне Тсиргумяэ, Пансионаты деревни Паю, дом по уходу «Карула» в деревне Люллемяэ, Валгаский центр активизации безработных и отделение по уходу Валгаской больницы. Для детей услуги по уходу оказывают: Валгаский семейный центр «Курепеса» и санаторий «Тахева», услуги психологической поддержки — Центр «Раялейдья» уезда Валгамаа, Южно-эстонский кабинет душевного здоровья детей и молодёжи и Южно-Эстонское отделение защиты детей. Работает Центр поддержки женщин, подвергшихся насилию, который предоставляет услугу временного размещения, психологическое консультирование и юридическую помощь. Услуги временного ночлега для бездомных предлагает Валгаский центр активизации безработных. Люди с физическими недостатками могут ходатайствовать о пособии на приспособление своей жилплощади под их возможности, а также о предоставлении социального жилья. В волости есть услуга социального транспорта; прейскурант 2020 года: поездка туда-обратно в пределах города Валга — 5 евро, за пределами города — 0,15 евро/км; ожидание клиента — 3 евро/час; услуга оказания помощи при передвижении в здании — 3 евро; стоимость самофинансирования при оказании услуги помощника людям с недостатками здоровья — 1 евро/час.

### Культура, досуг и спорт

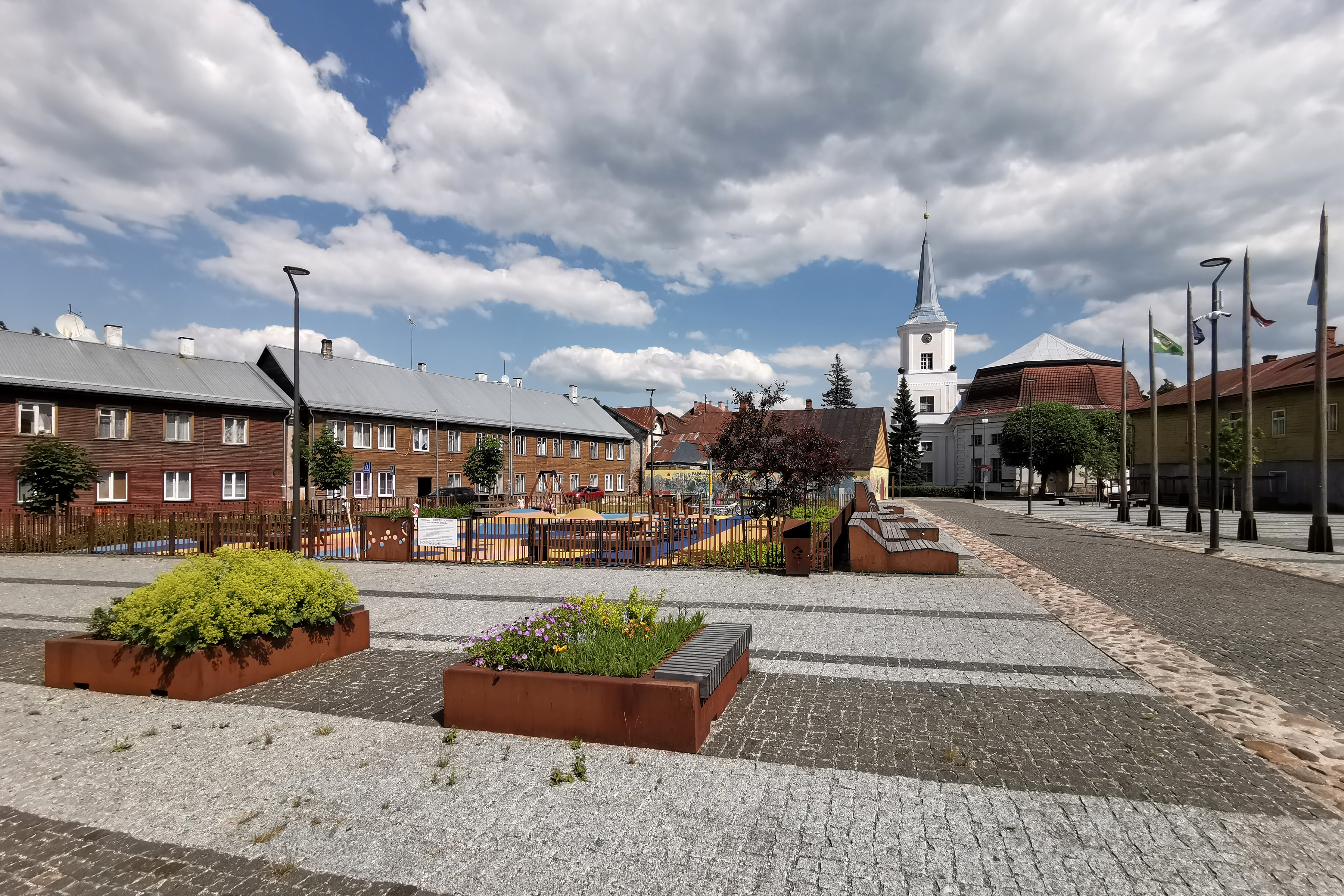
Детская площадка на центральной площади города Валга

В городе Валга работает центральная библиотека, имеющая 8 филиалов в различных регионах волости.
Волостные учреждения культуры: Валгаский центр культуры и интересов, Культурный центр посёлка Ыру, Дом культуры Люллемяэ, Дом сельской культуры Харгла, Народный дом Тсиргулинна с Центром досуга в Лаатре. Молодёжные центры действуют в городе Валга, посёлке Тсиргулинна и в деревнях Люллемяэ, Харгла и Ырусте. В 2009 году в городе Валга Валгаским украинским обществом была основана Украинская субботняя школа «Калына», целью которой является изучение родного языка, сохранение национальной культуры и создание национальной среды общения.
Основные спортивные объекты волости: Валгаский спортхолл, Валгаский центр экстремального спорта, спортзал и плавательный бассейн Валгаской основной школы, центральный стадион города Валга, футбольный стадион в городе Валга. Работает более 40 различных спортклубов.

### Транспорт

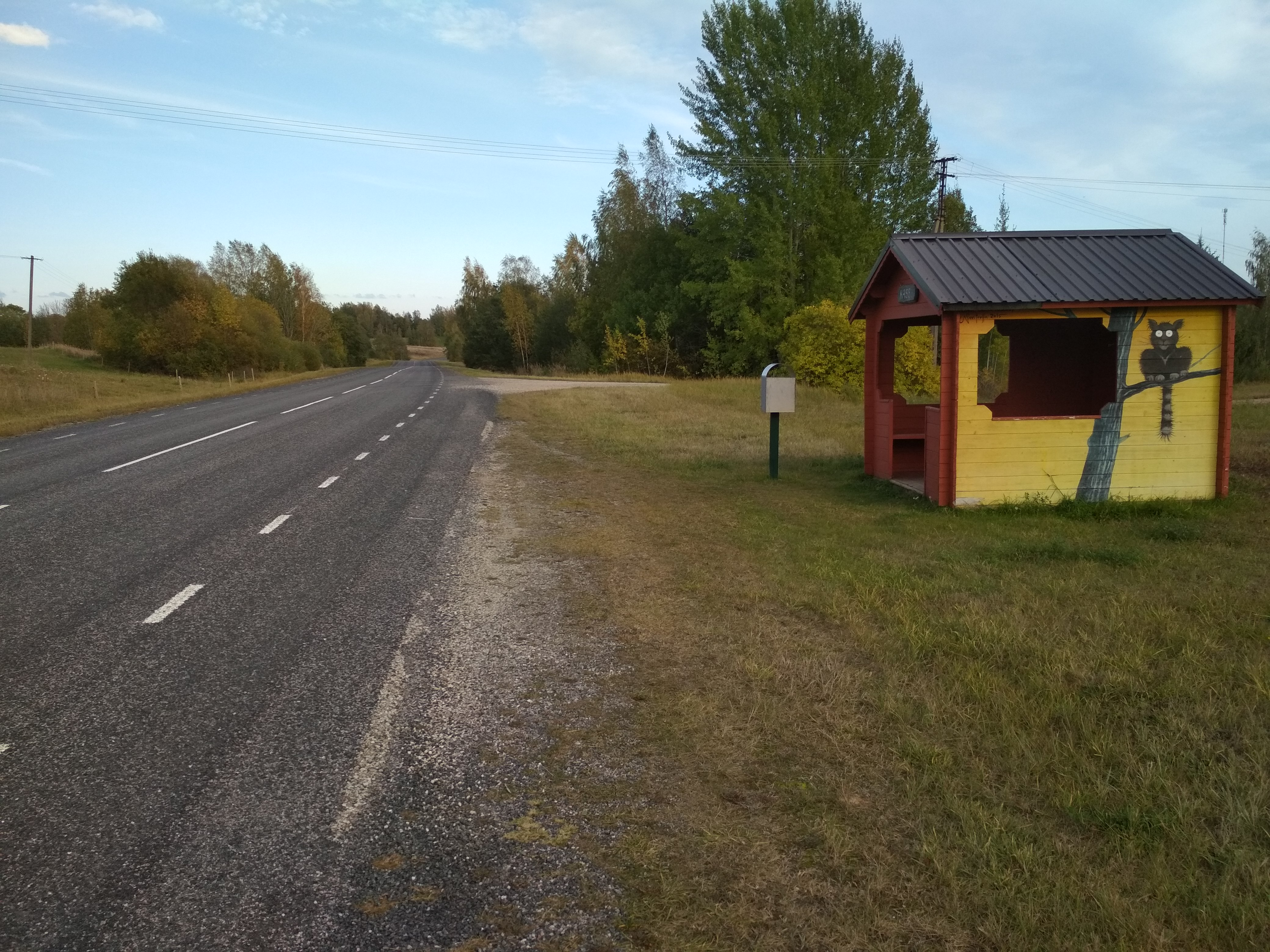
Автобусная остановка «Касси» у деревни Кяэрикмяэ

Сеть дорог в волости достаточно плотная. Через волость проходит государственное шоссе Нарва—Валга—Рига, на котором запущен проект Via Hanseatica. Данным проектом запланировано развитие транзитного маршрута между Варшавой и Санкт-Петербургом. Через город Валга из государственных дорог проходит основное шоссе Валга—Уулу—Пярну, Валга—Тарту—Йыхви и вспомогательное шоссе Валга—Выру.
По состоянию на 2018 год в волости Валга протяжённость местных дорог (не считая города Валга) составляла 236 км, из которых асфальтовое покрытие имели 17 км. В городе Валга общая протяжённость улиц составляла 84 км, из них 56 км (66 %) — с твёрдым покрытием.
Через волость проходят уездные и волостные автобусные маршруты. Самое частое автобусное сообщение с городом Валга имеют посёлки Лаатре, Тсиргулийна и Ыру. Для учеников организованы маршруты школьных автобусов. Общественный транспорт в волости бесплатный. Внутренние железнодорожные маршруты обслуживает государственная компания Elron.

### Жилая среда

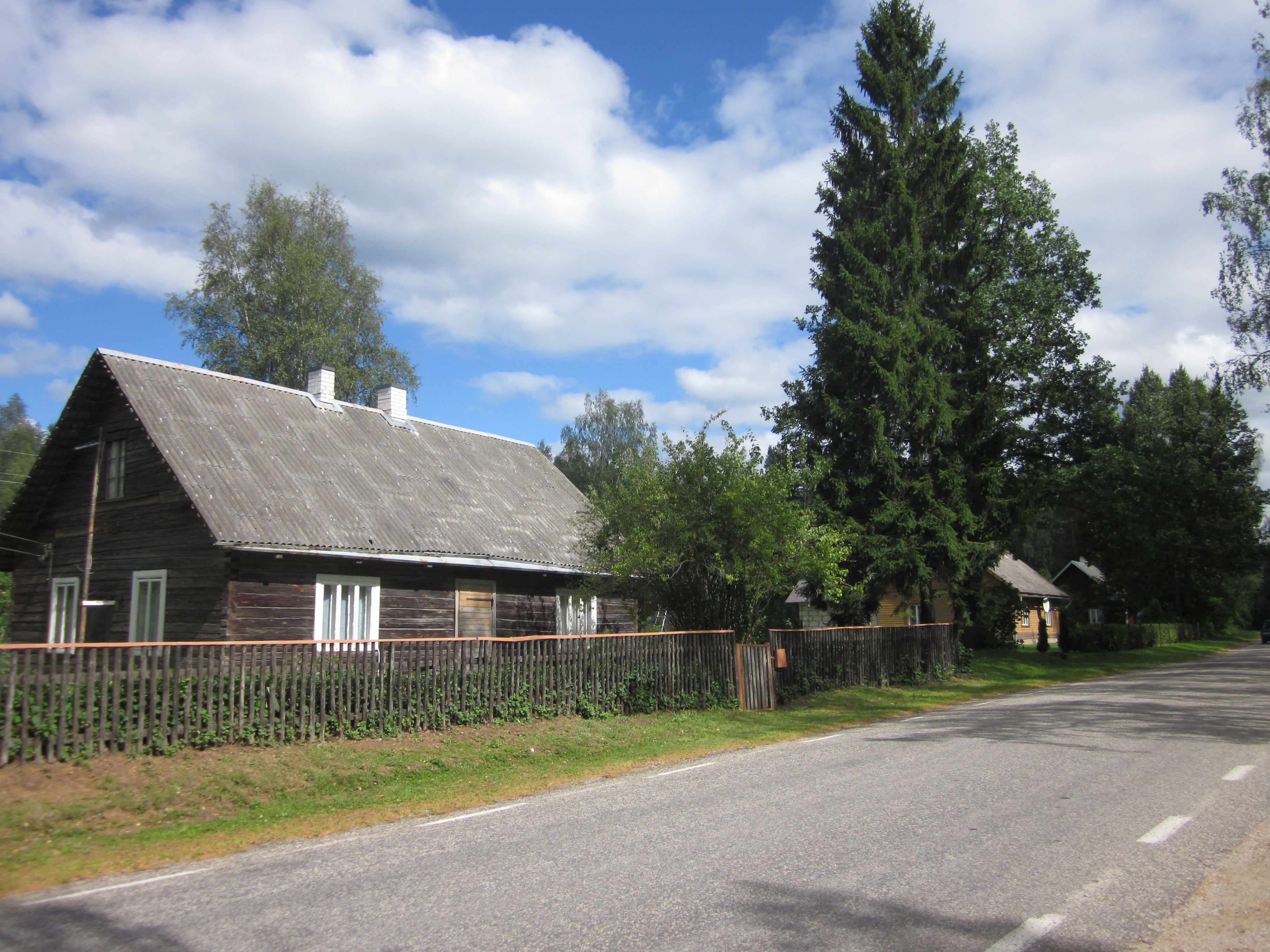
Деревня Харгла

Данные по жилому фонду по состоянию на 2018 год: в городе Валга более 50 % жилья было построено до 1945 года и 27 % — в период 1945–1970 годов; жилых домов, построенных в 1991 году и позже, насчитывалось 12. В присоединившихся самоуправлениях удельный вес жилья, построенного до 1946 года, невысок, большинство квартирных домов построены в 1946–1990 годах; после 1991 года был построен только один жилой дом в бывшей волости Карула.
В 2018 году уличное освещение имелось в городе Валга, посёлках Лаатре, Тсиргулинна и Ыру и частично в деревнях Каагъярве, Койккюла, Лаанеметса, Соору, Тахева и Харгла. Система центрального теплоснабжения имелась только в городе Валга. В остальных населённых пунктах отопление осуществляется посредством локальных систем, в отдалённых от центра Валга жилищах и небольших квартирных домах имеется печное отопление. Системой центрального водоснабжения и канализации кроме волостного центра охвачены посёлки Лаатре, Тсиргулийна и Ыру, деревни Каагъярве, Калликюла,  Карула, Люллемяэ, Паю, Соору, Тагула и Тсиргумяэ и санаторий «Тахева».
Безопасность в волости обеспечивает Юго-восточное отделение полиции Южной префектуры и Валгаское констебльское отделение. В городе Валга, в современном здании, построенном в 2012 году на основе эстонско-латвийского проекта «Совместная спасательная способность Валга-Валка», располагается Валгаская спасательная команда. В городе Валга действует Пожарное и спасательное общество Валгамаа, в деревне Карула есть добровольная спасательная команда. Волостная управа считает важной необходимостью дальнейшее развитие систем видеонаблюдения в волости.

## Экономика
Исходя из расположения на границе с Латвийской республикой, предприятия волости имеют возможность использовать рабочую силу, поставщиков и клиентов, а также приобретать услуги в Латвии, что влияет на местный бизнес, свободное перемещение рабочей силы и потребление общественных услуг. 95 % предприятий волости — микро-предприятия (число работников менее 10). Структура по видам деятельности следующая: 20 % предприятий — сельское и лесное хозяйство, 20 % — оптовая и розничная торговля, 10 % — строительство, 10 % — прочие виды деятельности, 8 % — обрабатывающая промышленность.
Крупнейшие работодатели волости по состоянию на 30 июня 2020 года:
| Предприятие/организация  | Вид деятельности                                                     | Численность работников |
| ------------------------ | -------------------------------------------------------------------- | ---------------------- |
| Valga Haigla AS          | Больница                                                             | 359                    |
| Atria Eesti AS           | Производство продуктов из мяса                                       | 300                    |
| Волостная управа Валга   | Орган государственного управления                                    | 219                    |
| Gomab OÜ                 | Производство мебели                                                  | 130                    |
| Valga Depoo AS           | Ремонт и обслуживание транспортного оборудования (Депо)              | 74                     |
| Laatre Piim AS           | Разведение молочных пород скота                                      | 72                     |
| ACLIMA Baltic AS         | Производство нижнего белья, в т. ч. футболок, рубашек, халатов и пр. | 65                     |
| Paju Pansionaadid MTÜ    | Уход за лицами с умственными и физическими недостатками              | 55                     |
| Otolux AS                | Производство металлических цистерн, резервуаров и контейнеров        | 51                     |
| Valgamaa Kutseõppekeskus | Профессиональное учебное заведение                                   | 44                     |

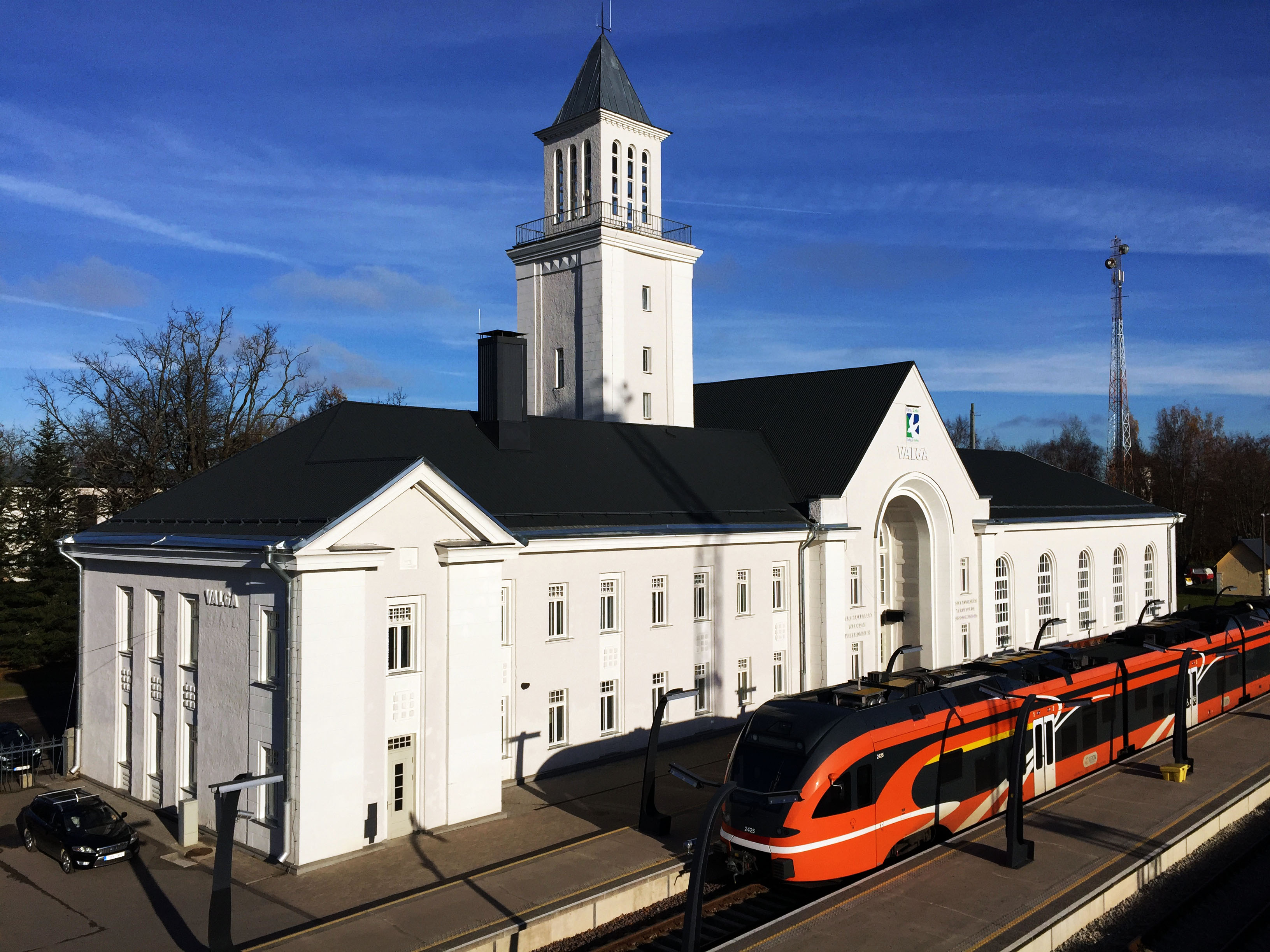
Железнодорожный вокзал Валга

Самым крупным предприятием, предлагающим услугу ночлега, в 2018 году был туристический хутор «Накату» (Nakatu turismitalu), рассчитанный на 100 человек.

## Достопримечательности
Памятники культуры:
- церковь Харгла

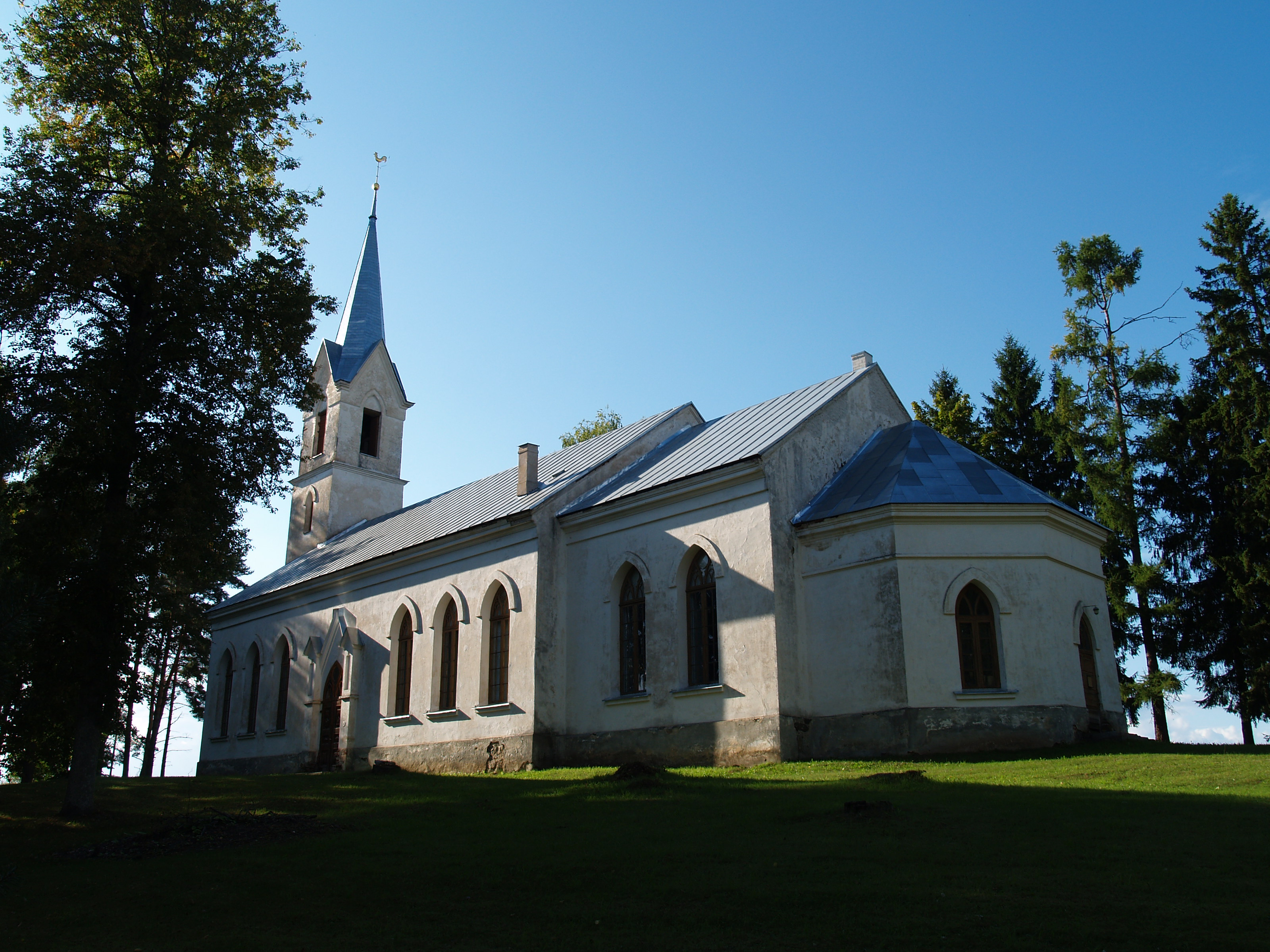
Церковь Харгла, вид сзади

Деревенская церковь в стиле неоготики, построена в 1817–1821 годах, существенно перестроена в 1873–1874 годах, стройная башня с высоким шатровым куполом возведена в конце XIX века;
- лютеранская церковь Святого Духа в Валга

Построена в 1907 году. Большое сакральное здание в стиле неоготики из бутового камня и кирпича. Церковь не имеет башни, так как царское правительство не выделило денег на её строительство;
- Яановская церковь в городе Валга

Возведена по проекту архитектора Кристофа Хаберланда. Краеугольный камень заложен в 1787 году, здание вместе с башней было готово в 1789 году и освящено в 1816 году. В советское время использовалась в качестве склада, затем — спортзала;
- Валгаская апостольско-православная церковь Святого Исидора

Построена в 1897–1898 годах, архитектор В. И. Лунский;
- церковь Святого Лаврентия в Лаатре

Своеобразная деревенская церковь в стиле классицизма. Построена на месте сгоревшей деревянной церкви в 1831 году. В 1881 году к восточной стене была пристроена полукруглая келья из бутового камня;
- Валгаская ратуша

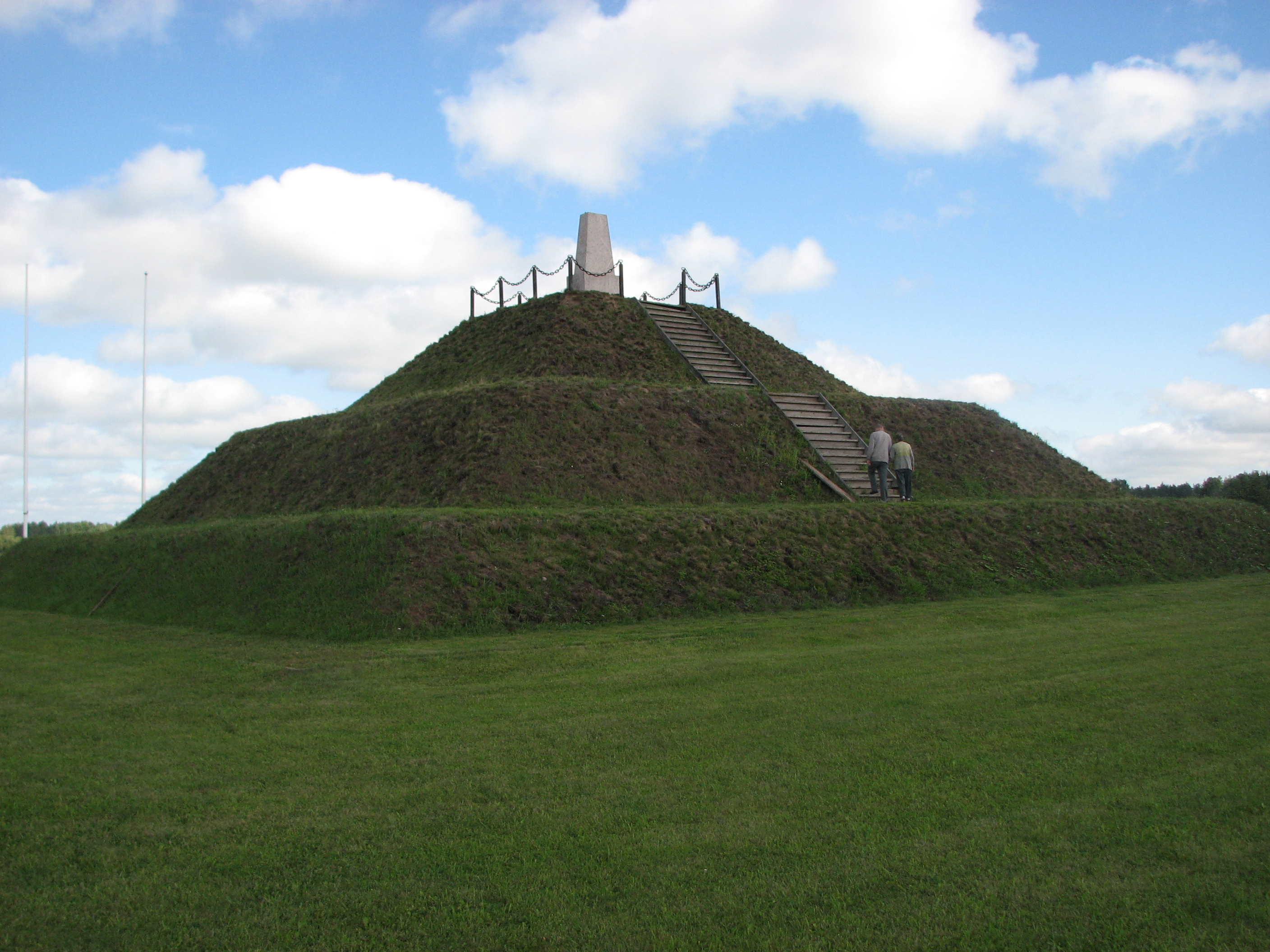
Монумент Эстонской освободительной войне в деревне Паю

Построена в 1864–1866 годах, отреставрирована в 1989 году;
- народный дом «Сяде»

Расположен на главной торговой улице города Валга. Проект создал один из первых профессиональных эстонских архитекторов Георг Хеллат. Здание построено в 1909–1911 годах, горело пять раз, последний раз в 1988 году. В течение многих лет в здании размещались сначала гостиница, затем лазарет, конторы, официальные учреждения, бюро, клубы, квартиры. Народный дом сыграл важную роль в развитии эстонского национального театрального искусства;
- монумент Эстонской освободительной войне на месте сражения у мызы Паю в ходе освобождения города Валга

Одно из самых кровопролитных сражений между частями Эстонской и Красной армий состоялось 31 января 1919 года. С эстонской стороны погибших и раненых насчитывалось 15 человек, Красная армия потеряла около 70 солдат. Это событие получило архитектурно выразительное воплощение: памятник установлен на вершине ступенчатого земельного холма пирамидальной формы. Гранитный монумент создали Энн Коовит (Enn Koovit) и Айн Ильвес (Ain Ilves). На его гранях изображены эмблемы Партизанского батальона куперьяновцев и финского добровольческого полка «Сыновья Севера». Идея установить памятник сражению под Паю возникла в 1932 году, но осталась невоплощённой в жизнь в связи с вхождением Эстонии в состав Советского Союза. Памятник был установлен в 1994 году;

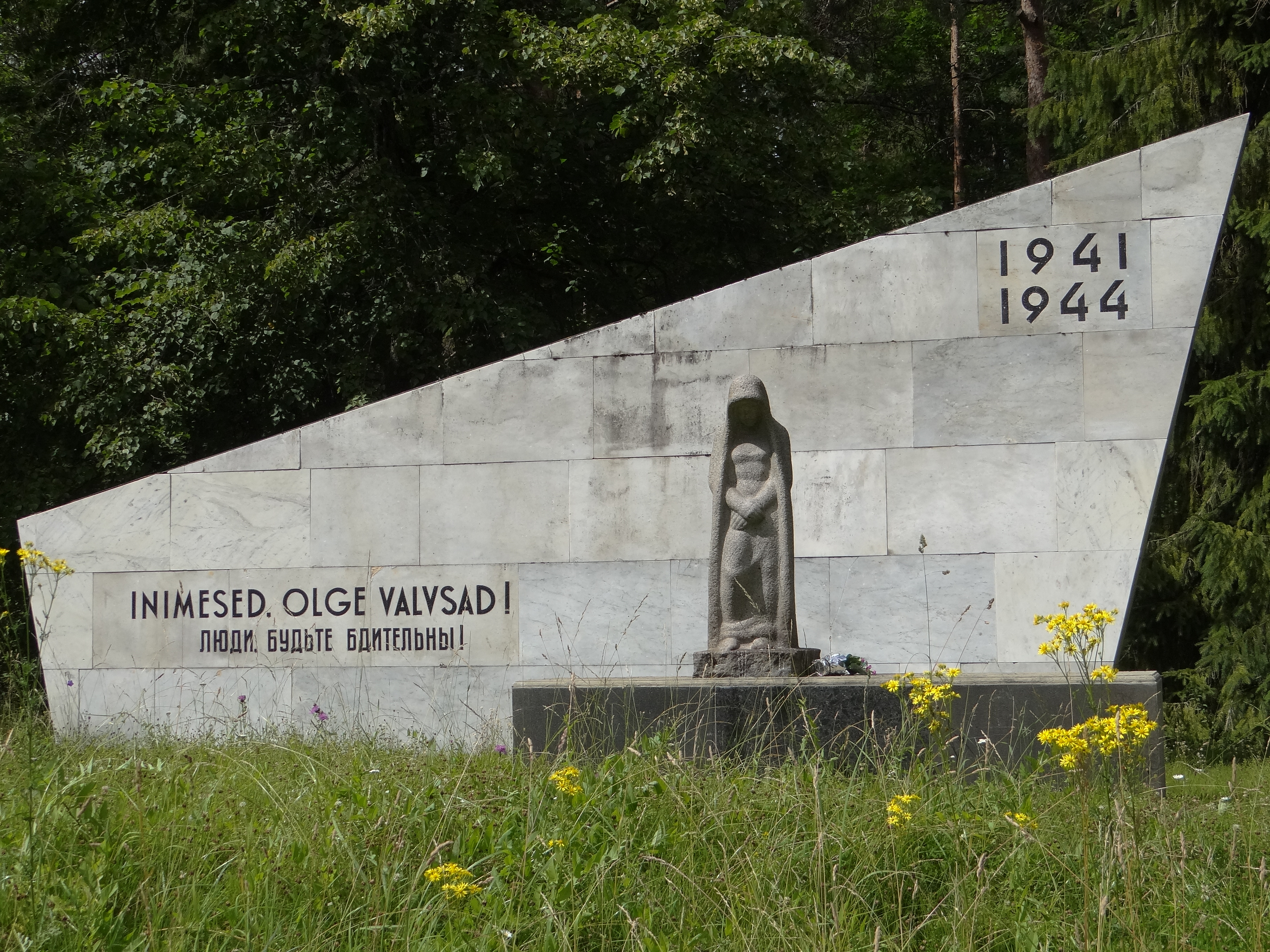
Памятник «Скорбящая мать» на месте захоронения заключённых Шталага 351

- памятник «Скорбящая мать» в лесу Прийметса (адрес: Линнаметс 1, г. Валга)

Установлен на месте захоронения советских заключённых, погибших в фашистском концлагере Шталаг 351 в 1941–1944 годах (около 30 тысяч человек), скульптор Антон Старкопф;
- мыза Паллопер (нем. Palloper, Палупера, эст. Palupera mõis)

Старейшие части главного здания мызы относятся к концу XVIII — началу XIX столетия. С 1920-х годов в нём работает школа. Последние крупные реставрационные работы были проведены в 1990-х годах;
- мыза Луде-Гросхоф (нем. Luhde-Großhof, Паю, эст. Paju mõis)

Господский дом (главное здание) мызы построен в середине XIX столетия. После национализации мызы в 1919 году в господском доме работала школа, с 1960 года — школа-интернат. С 2003 года на мызе размещается дом по уходу;
- мыза Кавершоф (нем. Kawershof, Каагъярве, эст. Kaagjärve mõis)

Самое раннее упоминание мызы относится к 1541 году. В конце 1950-х годов господский дом был перестроен под нужды школы.

## Галерея

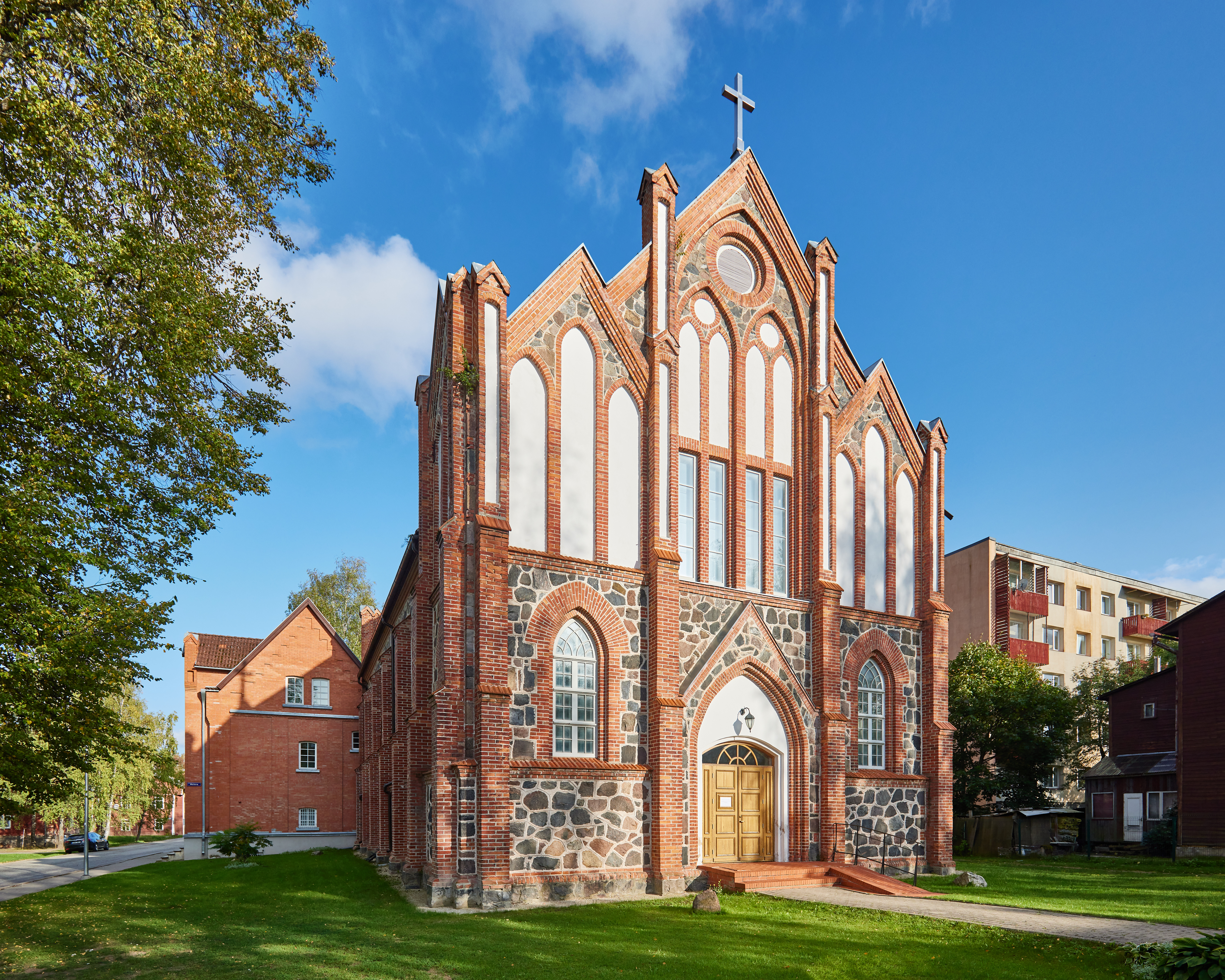
Валгаская церковь Святого Духа
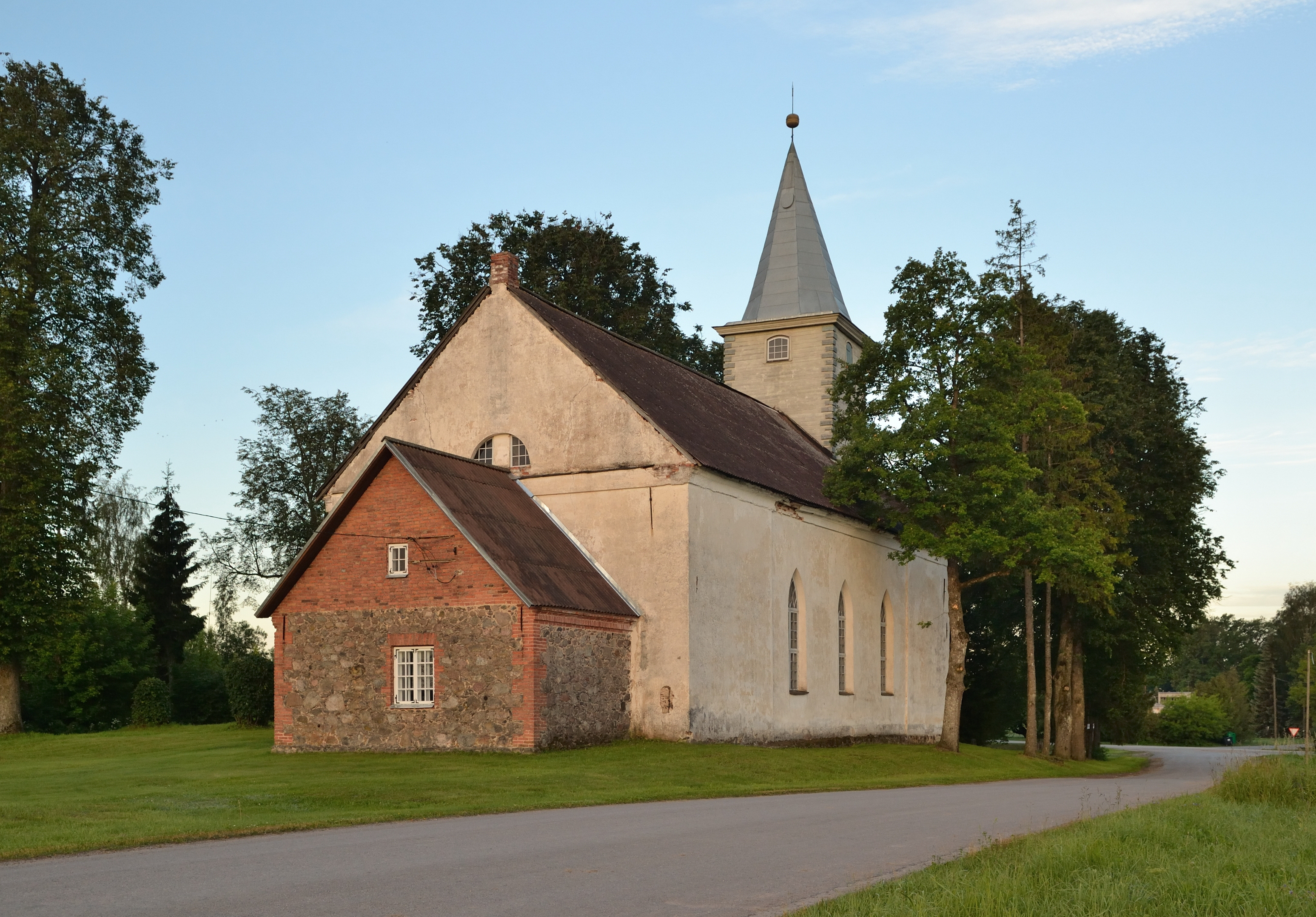
Церковь Лаатре
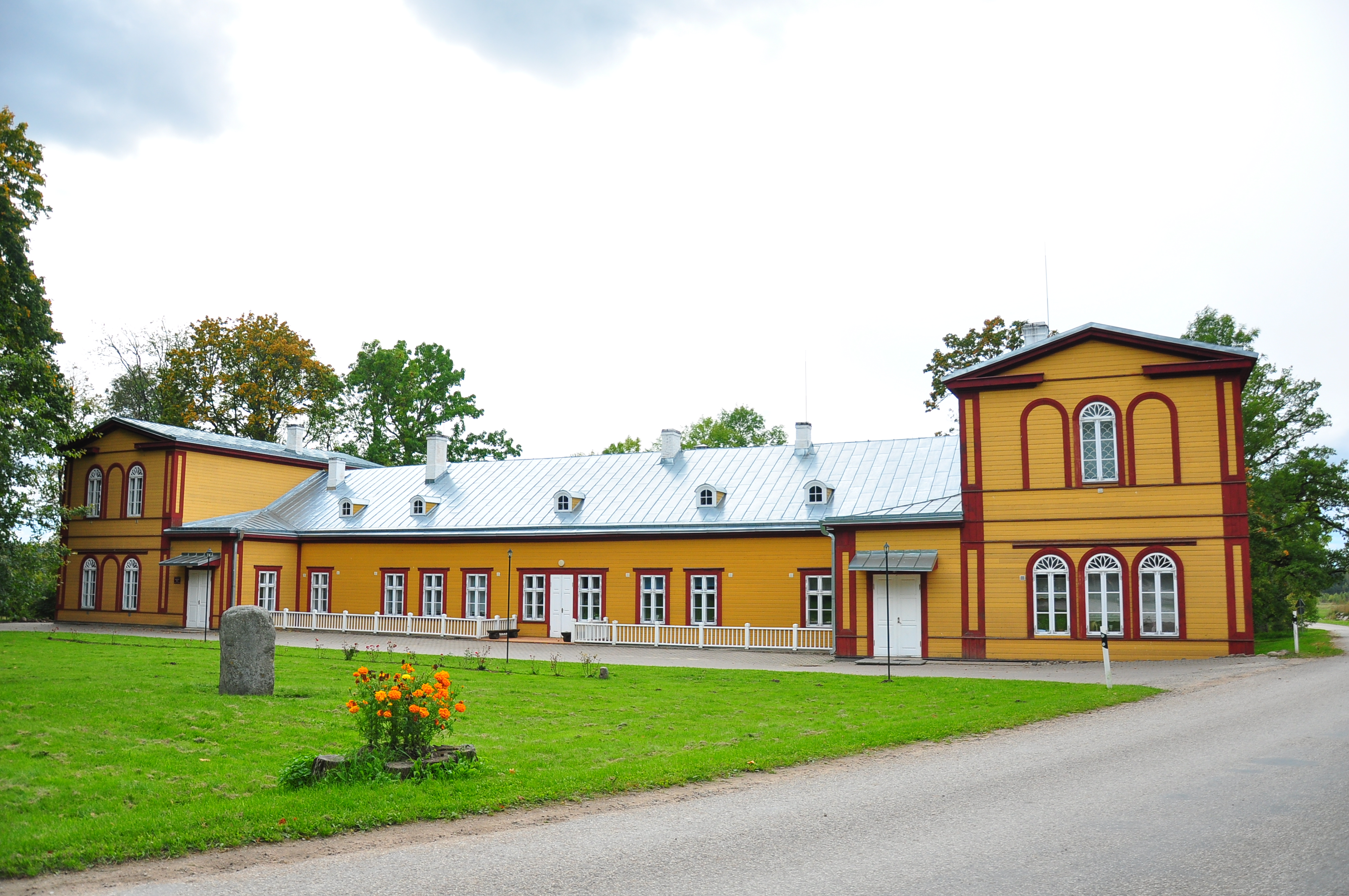
Мыза Паллопер (Палупера)
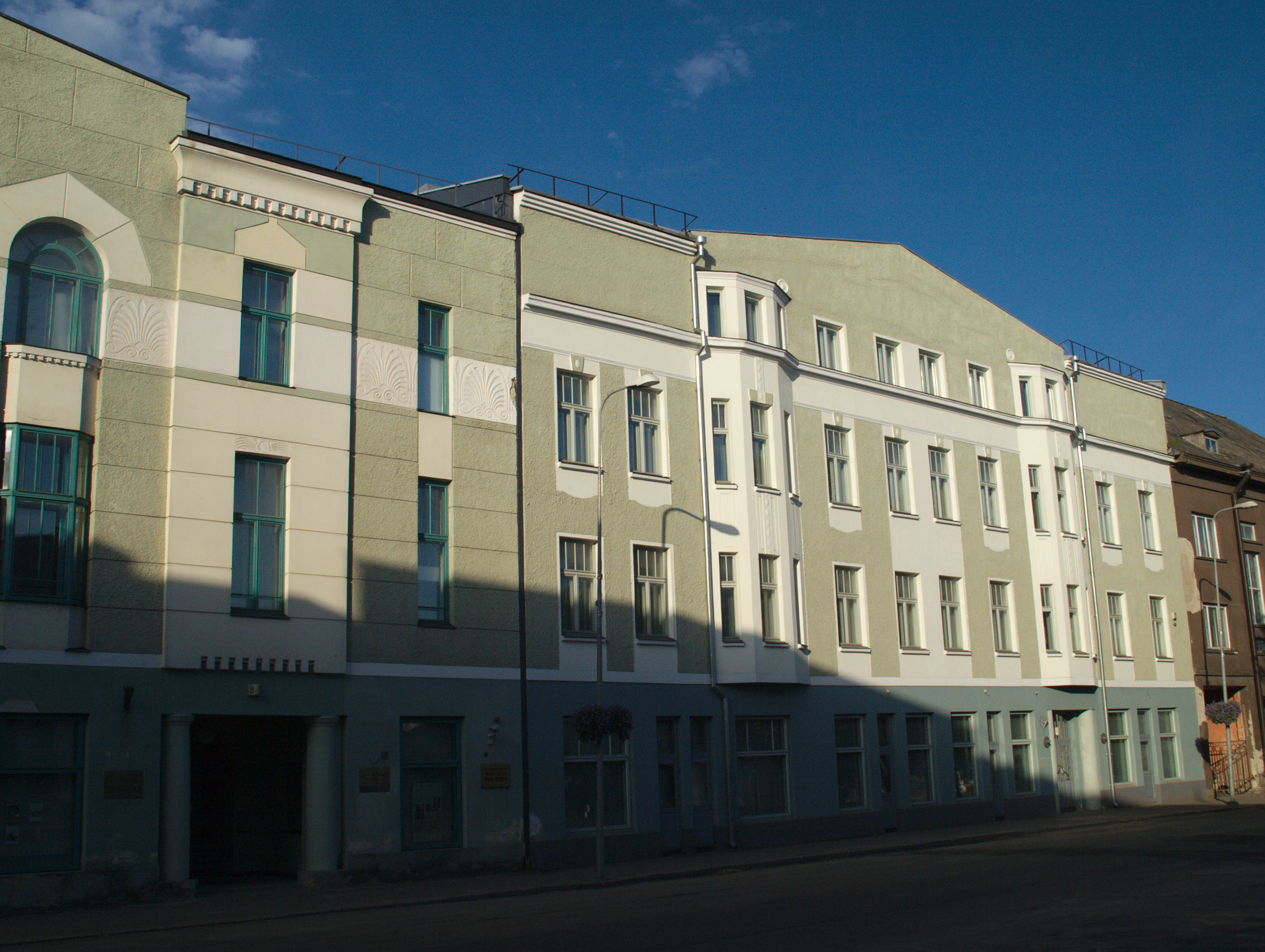
Народный дом «Сяде»
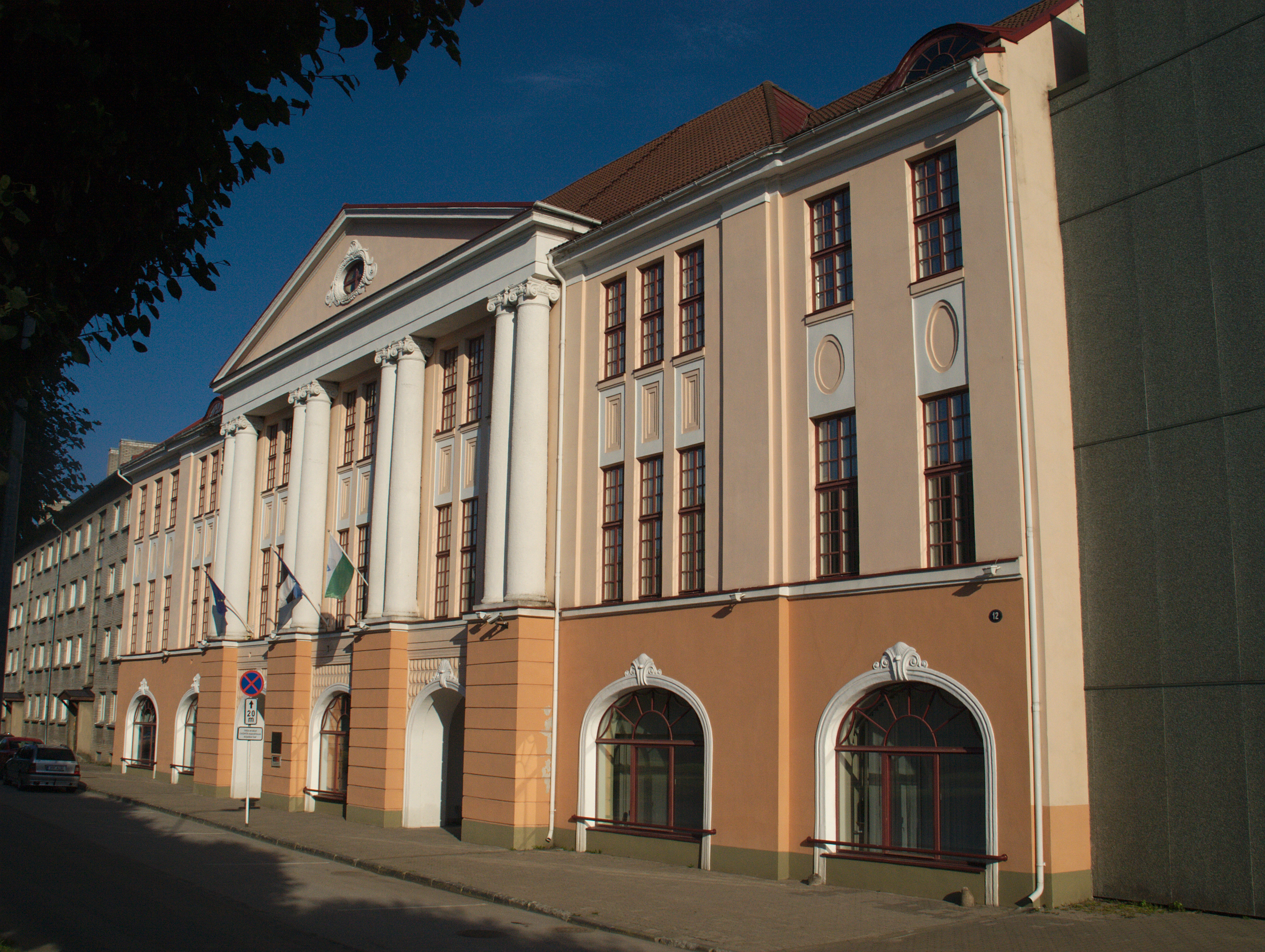
Офисное здание в городе Валга (памятник архитектуры)
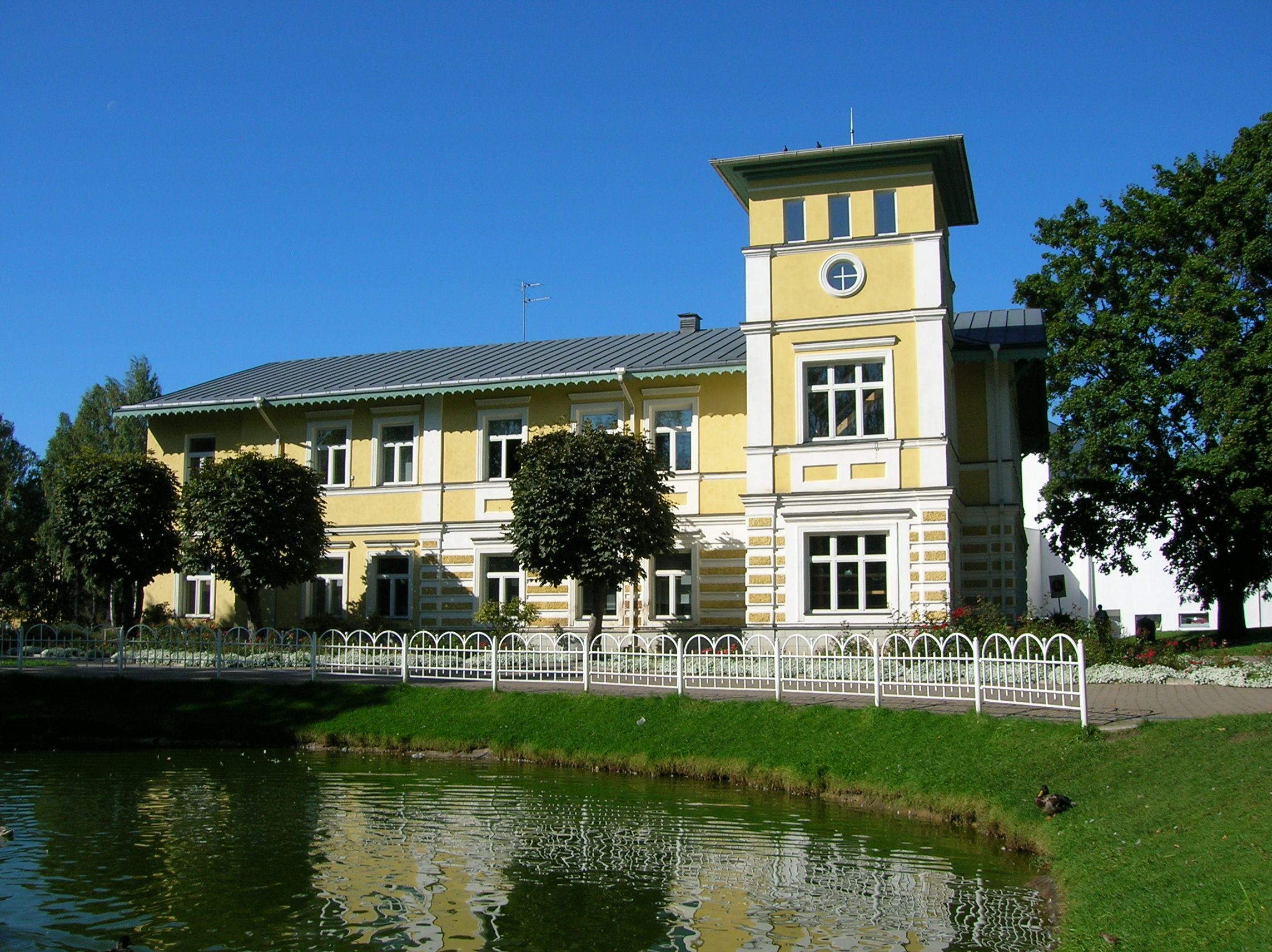
Валгаская центральная библиотека
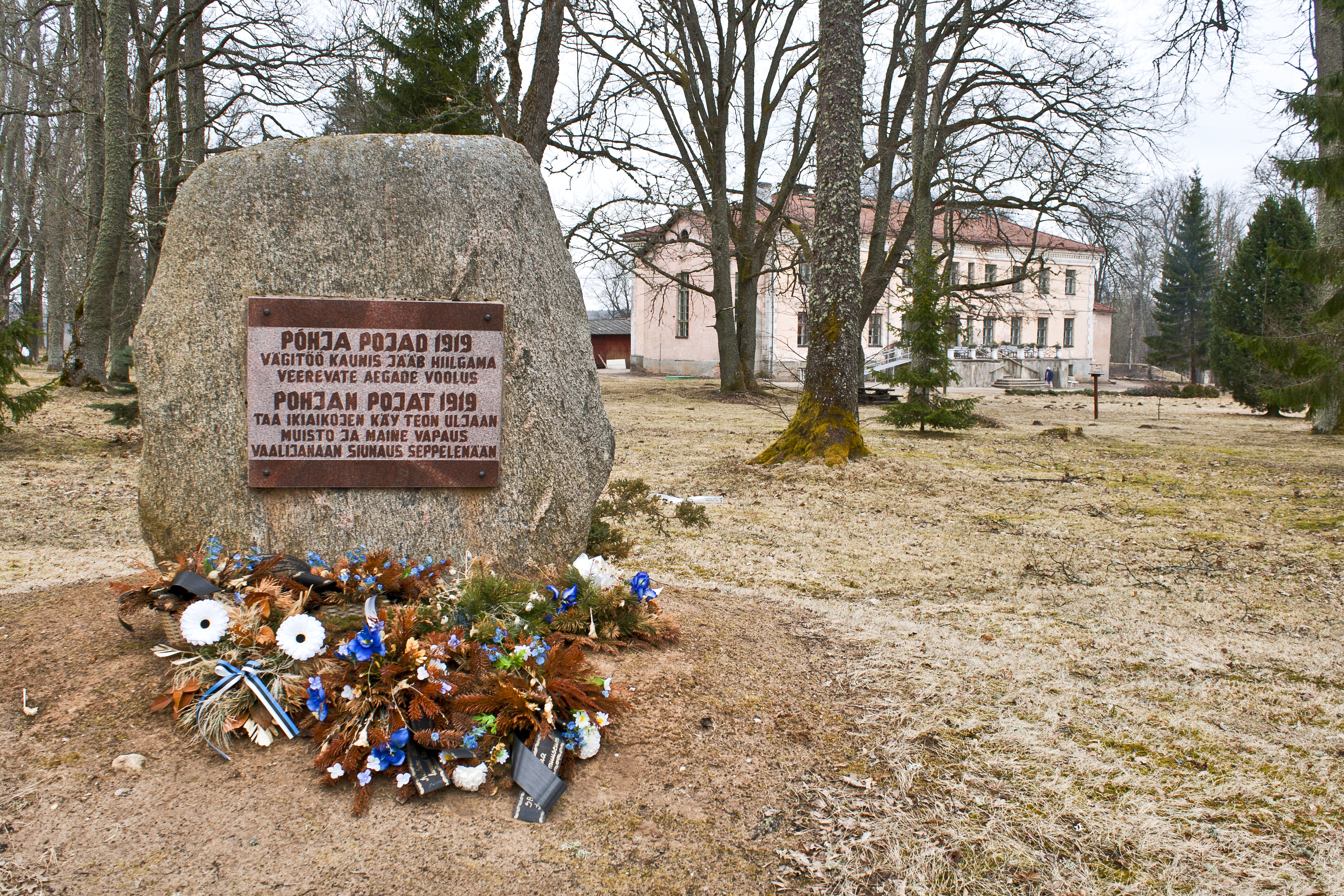
Мыза Паю и памятный камень «Сыновьям Севера»
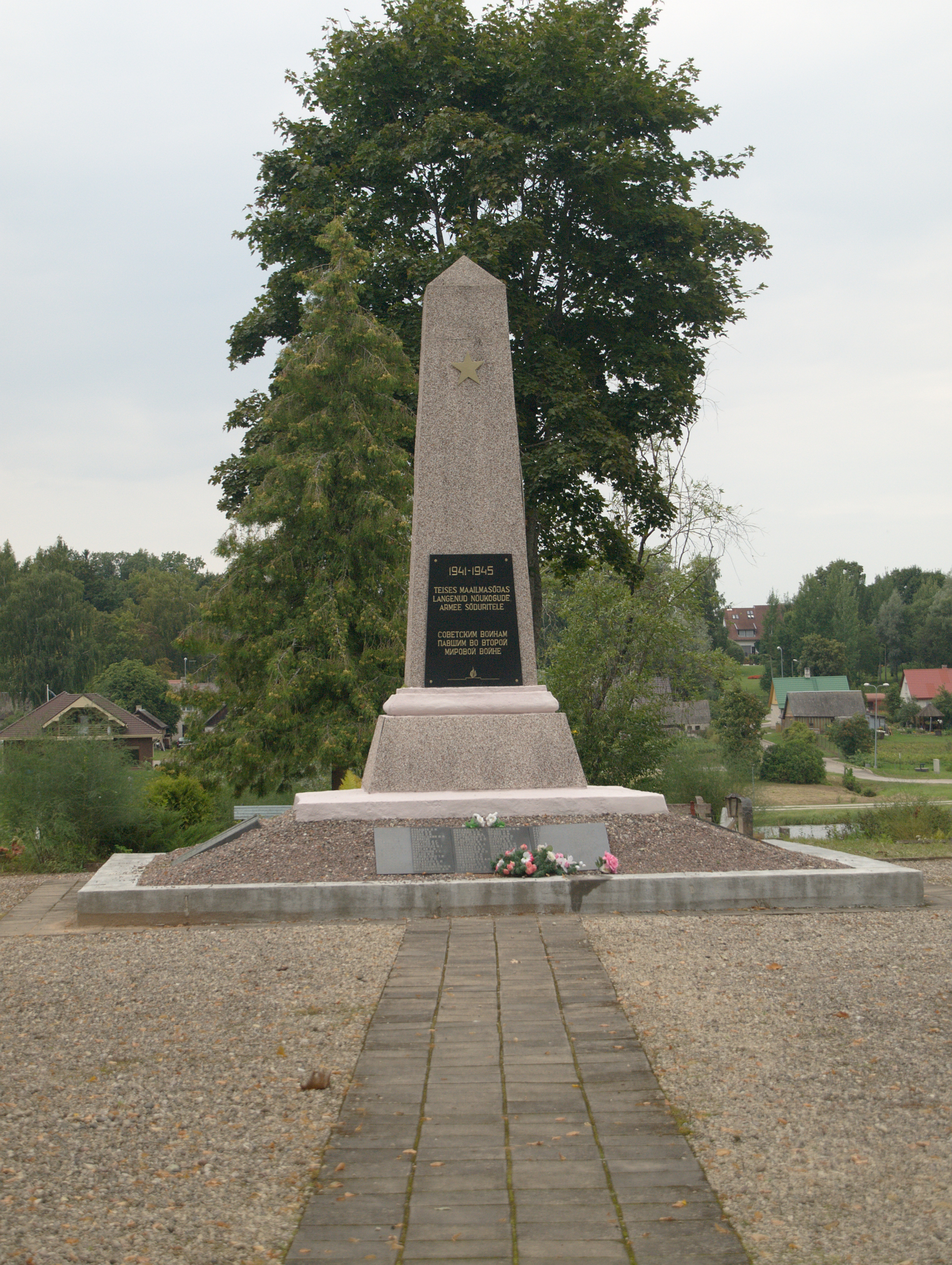
Советский памятник на братской могиле павших во II мировой войне, город Валга. Демонтирован весной 2023 года

## Комментарии
1. ↑  Эстонские топонимы, оканчивающиеся на -а, в русском языке не склоняются[19], а род получают по родовому слову, например, деревне присваивается женский род, хотя в эстонском языке нет категории рода.